# Aisumasen (I'm Sorry)
〈Aisumasen (I'm Sorry)〉는 1973년 음반 《Mind Games》에 발매된 존 레논이 쓴 곡이다. 이 노래는 1990년 박스 세트 《Lennon》에도 포함되어 있다.